# Денис Порт (Масачусетс)
Денис Порт (енгл. Dennis Port) насељено је место без административног статуса у америчкој савезној држави Масачусетс.

## Демографија
По попису из 2010. године број становника је 3.162, што је 450 (-12,5%) становника мање него 2000. године.
| Група             | 2000.         | 2010.         |
| Белци             | 3.187 (88,2%) | 2.748 (86,9%) |
| Афроамериканци    | 177 (4,9%)    | 148 (4,7%)    |
| Азијати           | 14 (0,4%)     | 17 (0,5%)     |
| Хиспаноамериканци | 108 (3,0%)    | 89 (2,8%)     |
| Укупно            | 3.612         | 3.162         |